# Kazy János (tanár)
Garan-vezekényi Kazy János (Léva, 1686. szeptember 8. – Nagyszombat, 1759. május 6.) bölcseleti és teológiai doktor, Jézus-társasági áldozópap és tanár. Kazy Ferenc bátyja.

## Élete
18 éves korában lépett a rendbe. Nagyszombatban négy évig a bölcselet tanára volt, majd Grazban bölcseletet és teológiát tanított. Onnét ismét Nagyszombatba került, ahol a hitágazattan tanára volt nyolc évig; 1735-ben, 1737-38-ban és 1741-ben az egyetem kancellárja és 1736-ban, 1738-ban, 1742-ban és 1743-ban rektora volt. Azután a rendház rektora Pozsonyban és Nagyszombatban és az utolsó tíz évében a szeminárium igazgatója.

## Munkái
- Stoa Vetus et Nova. Enthusiasmus... Tyrnaviae, 1710
- Brevís Commentarius, rerum in Hungaria, Croatia, et Transilvania &c. ab anno 1526. ad annum 1564. gessarum. Post Nicolaum Istvánfium, ceterosque historicos scriptus, et honori neo-baccalaureorum, cum pr r. P. Joannem Kazy... in universitate s. J. Tyrnaviens. prima philosophiae laurea condecorarentur, a condiscipulis physicis dicatus. Anno 1718. mense Junio die 2. Tyrnaviae. Pars II. Maximiliani II. imperium complexa. Tyrnaviae, 1719
- Magnus pacis vindex seu Eugenius dux Sabaudiae plurimis victoriis clarus exagitatae barbarorum armis Pannoniae pacem optatissimam restituens. Cum adnexo problemate de optima methodo gubernandi rempublicam. Tyrnaviae, 1719
- Mercurius austriacus sive memorabilia Austriae superioribus annis gesta. Tyrnaviae, 1720
- Quaestio phisica seriocuriosa pleraque de amina, adjectis quibusdam miscellaneis probabilibus responsis resoluta. Tyrnaviae, 1720
- Ultimum mundi quadriennium. Honori... dominorum aa. 11. & philosophiae magistrorum dum in... universitate Tyrnaviensi, prima ss. theologiae laurea ornarentur promotore... Anno 1725. Tyrnaviae, 1725
- Magnus pietatis et scientiae auctor D. Ignatius Loyola, panegyrica dictione celebratus. Tyrnaviae, 1727
- Mors D. Ignatii de Lojola, magnum absoluate sanctitatis argumentum, pancgirica dictione propositum, dum inclyta facultas Theologica tutelari suo annuos honores persolveret. Tyrnaviae, 1728
- Tractatus theologicus. Tyrnaviae, 1731
- Compendium biblicum, in quo universae pene SS. literarum historiae, leges, prophetiae, admonitiones brevi et perspicua methodo – comprehenduntur. Tyrnaviae., év n. és Posnaniae, 1745
- Paraenesis ad dominos academicos Lutheranae opinionis ...
- Enthymema Lutheranis oppositum...

Kéziratban nyolc teológiai értekezést hagyott hátra. 